# FreeType
FreeType es una biblioteca escrita en C que implementa un motor de manejo de tipos de letra. Es usado principalmente para transformar las imágenes vectoriales de las tipografías (como las de las familias TrueType) en mapas de bits.
El objetivo de Freetype es esencialmente permitir acceder a los archivos de tipo de letra de manera sencilla y uniforme, las transformaciones de mayor nivel (distribución del texto, coloración, efectos especiales), están fuera de su órbita.
FreeType es distribuido bajo dos licencias de código abierto: GNU General Public License o una licencia similar a la original licencia BSD, lo que permite reutilizar la biblioteca para cualquier proyecto, sea libre o privativo.